# T-90主戰坦克
T-90主戰坦克是苏联以及蘇聯解体后继承者俄羅斯于1980年代晚期至1990年代早期研製的主戰坦克，源于一项为T-64、T-72及T-80主战坦克研制一种统一的替代坦克项目。它是T-72坦克項目的技術延伸計畫，包括内构、动力系统等，是以T-72B坦克为基础採用T-80U的火控系統研制的新一代主战坦克，是T-72的衍生型，其原本命名为T-72BU，苏联解体后更名为T-90。1993年在库宾卡举行的武器装备展览会上T-90主战坦克公开亮相，至1994年开始批量生产。T-90是俄羅斯陸軍裝甲兵目前的主力裝備之一。

## 发展史
在冷战期间，苏联先后研制了T-64、T-72和T-80三种主战坦克，三种坦克之间外形虽然相似，内在却完全不同。在1980年代三种坦克同时装备苏联红军。当时苏联经济状况不佳，选择了在现有坦克的基础上改进设计的后续车型。其中，1980年代后期乌拉尔机车车辆厂设计局基于T-72B坦克进行改进研制出了T-72B mod. 1989（有称为T-72B (M)），在車身和砲塔上采用新一代"接触"-5（Kontakt-5）爆炸反應裝甲。在此基础上，展开了代号“188工程”（Объект 188）研制项目，作为1986年正式启动的“改进T-72B”计划的一部分，采用了来自T-80U坦克的1A45火控系统，并改进为1A45T。1989年“188工程”试验样车交付国家试验。在一年半的时间里试验车在乌拉尔厂试验场、莫斯科地区试验场、西伯利亚试验场和中亚试验场进行试验。后来，根据在海湾战争 “沙漠风暴”行动中的经验，为提高防御能力，炮塔前部配备"窗帘"-1光电干扰系统。

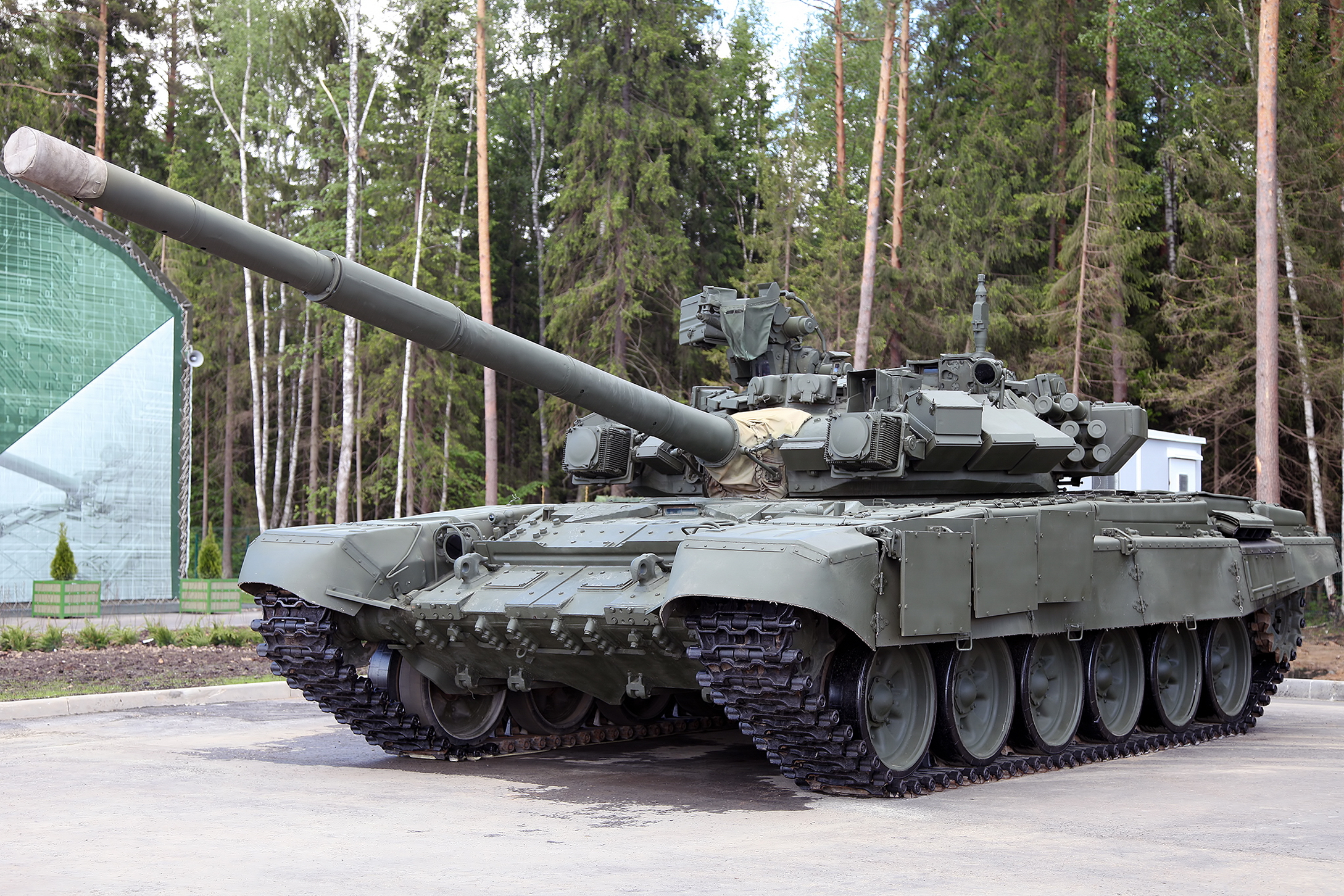
T-90 mod. 1992

随着苏联解体，相对成熟也更经济的"188工程"得以延续，1992年10月"188工程"通过国家试验后，俄罗斯联邦政府通过决议将"188工程"坦克量产装备俄军。由于T-72坦克在海湾战争中的糟糕表现，由原本命名“T-72BU”改命名为“T-90”。
于1986年正式开始，平行发展的代号“187工程”研制项目上还验证了焊接炮塔、新式装甲布置结构的设计，将运用到T-90改进型上。
T-90研發项目由在下塔吉尔的乌拉尔机车车辆厂Kartsev-Venediktov設計局負責，早期生产型是同T-72B坦克相同，具有內插複合裝甲夾層的铸造炮塔。1993年T-90坦克首次公开亮相。从1994年开始量产，1995年俄罗斯国防部宣布选定T-90作为俄军的主战坦克。T-90率先配备了坦克培训学校以及西伯利亚军区的摩托化步兵师坦克团。
1995年9月，107輛T-90生產完成並部署在西伯利亚的軍事基地。 有241輛T-90服役駐紮於西伯利亚军区。
1999年面世的T-90A，採用「187工程」项目验证的重新设计的焊接炮塔，擺脫從蘇聯時代以來使用已久的圓形鑄造炮塔設計。這一構型为了纪念總設計師弗拉基米尔·波特金（Vladimir Potkin），稱為“Vladimir”型，該总設計師同年突发心脏病過世使他無法看見該設計對後來戰車防禦概念的重大變革。據聞少量的T-90A上配置主動防禦系統「競技場」，此防禦系統能有效打擊來襲的各式反坦克飛彈和火箭彈，但尚無法抵禦動能穿甲彈。

## 技术特性
最初的T-90可视为T-72混合了T-80优点的产物，T-90并非有人认为的那样是源于T-72的底盘加上T-80的炮塔。实际上就是源自T-72B坦克底盘与炮塔基础上，并全面更新了火控系统。T-90继承了T-72坦克的配置方案，基本沿用了T-72主战坦克的构型，采用自動裝填機使乘員減到車長、砲手、駕駛3名乘员。严格意义上说T-90算是一种衍生自T-72的衍生改进型。一些习惯T-72的海外用户也选择了T-90。

### 火力
T-90采用2A46M 125毫米滑膛砲，型號與T-80主戰坦克使用相同，它不需任何修改就能裝入T-90砲塔；能發射尾翼穩定脫殼穿甲彈（APFSDS）、尾翼稳定破甲弹（HEAT-FS）、高爆破片杀伤榴弹（HE-FRAG）、9M119M“反射”式（AT-11“狙擊手”）反坦克导弹；9M119反坦克导弹是一種砲管發射的半主動寻的激光驾束制导导弹，带有空心成形装药的聚能高爆彈頭，有效射程100m－5km；也能鎖定直昇機等低空目標。T-90A升级为2A46M-5型125毫米滑膛炮。
T-90的电动装弹机可預裝分装式待发弹药22發，4－6秒可装填一發。备弹放置在车体和炮塔内。经改进的裝彈機還使T-90可以使用3BM-44M尾翼稳定脱壳穿甲弹（APFSDS），它類似美軍M829A3穿甲彈的功能但是更小，此外有延遲引信的高爆破片杀伤榴弹（HE-FRAG）用砲手的雷射導引來鎖定目標，更容易打到直昇機或是消滅步兵。
副武器是NSVT12.7mm高射机枪，射速210發到200發每分鐘，射程2km遠，10.5kg重的PKT7.62mm同軸并列機槍裝載砲塔內，一次可裝250發，而且車內另有備彈7,000發。
T-90坦克配备2E42-4双向稳定器，垂直向稳定使用电液式传动，水平向稳定使用机电式传动。T-90的火控系統包含数字式弹道计算机，火炮耳轴倾斜传感器、横风传感器、速度传感器和目标航向角传感器，在車長位置PNK-4S/SR AGAT昼夜瞄準观察仪，可以在夜間搜索700－1,100米內的戰車大小目標。較早的T-90所裝備是TO1-KO1 BURAN炮长夜视瞄準仪，後续的T-90A/T-90S升級為ESSA热成像仪使用Thales公司生產的CATHERINE-FC熱感鏡頭，最大有效視距為3,700米，炮长還有一具額外的1G46日間瞄準儀包含雷射測距功能、9M119反戰車飛彈引導功能，可在5,000公尺內偵測到戰車大小的目標。駕駛則使用TVN-5昼夜間觀察儀。為改進俄制坦克的夜視能力，后续T-90的車長和炮手都擁有独立的配备热成像儀的观察瞄準仪

### 防護
T-90車身同時混和了傳統装甲鋼板、多层複合裝甲、爆炸反應裝甲（ERA）三種防禦，T-90初期型號炮塔是与T-72B的铸造炮塔类似，从改进型T-90A、T-90S开始装有新式焊接炮塔，與德國豹2坦克接近採用斜面的砲塔和低輪廓外型，砲塔正面裝有Kontakt-5爆炸反應裝甲以不同角度安插成蟹殼型，当爆炸反應裝甲被击中时，爆炸能量将倾斜60度角的金属板向外抛掷，通过发生物理碰撞，能达到主装甲的穿甲能量大减，可以有效防御化学能金属射流武器，而且能削弱动能穿甲弹效能。炮塔頂部也有ERA裝甲防止日益流行的攻頂彈药攻击，砲塔前端的裝甲特別加強，除了ERA之外還有兩層非金属材料複合裝甲夾层与装甲鋼板形成三明治外型的防禦结构，複合裝甲夾层通常是多层陶瓷和特殊塑膠構成，比同樣防護力的装甲鋼板更輕更堅固。
后续改进型号T-90AM/T-90M换装“化石”(Relikt)爆炸反应装甲完整连续覆盖了炮塔与车体正面，当爆炸装甲启动时造成若干横向金属射流，可以有效防御动能弹，同时在炮塔尾部新设置了尾弹舱储存备用弹药，减少车体内储放弹药降低在坦克中弹产生殉爆的危害。然而对頂攻和後攻式反坦克武器依然缺乏有效保护，以致在俄烏战爭中被击毁。此外，在俄烏战爭中一度還看到炮塔頂部鐵柵欄的簡單防護措施，但事實上鐵柵欄的設計十分講究，最終俄軍放棄了這樣的念頭而逐漸變得少見了。
T-90前期型號炮塔還裝有Elektromashina生產的Shtora-1 (Штора-1) 光电干扰系统防禦套件，用于防御反坦克导弹的来袭。此系統包含在砲塔正面兩具紅外線光電干擾器，装在炮塔上四具被動雷射感應警報器，兩组带气溶胶煙霧彈發射器，全部連結到一台電腦來自動控制。Shtora-1可以在戰車被雷射定位型的武器照射時向乘员發出警告還會自動將砲口對準威脅來源方向，TShU1-7 EOCMDAS紅外線干擾器可以干擾許多反坦克武器的線性瞄準系統，通过产生假图像，起到使跟踪器“受骗上当”去追踪虚假目标的作用，煙霧彈可以即時自動發射，擋住許多雷射指示系統或光學裝置。在3秒內產生持續二十秒的煙幕，使敵方導彈失去目標。外銷印度的T-90S並沒有裝置Shtora-1防禦套件。后续改进型号T-90AM/T-90M不再配备Shtora-1光电干扰器。
在俄羅斯陸軍的1999年測試報告中宣称，T-90被各種RPG火箭推进榴弹、尾翼稳定脱壳穿甲弹、反坦克导弹擊中，其裝甲挡下了大部分攻擊，評估結論超過了T-80U的防护力。
T-90除主動和被動防禦系統外，還配備核生化防護裝備、煙塵過濾和自動滅火裝置。

### 动力
1993年T-90坦克初期生产型安装的是V-84MS型四冲程12缸机械增压柴油发动机，由T-72B的原型設計衍生而來，最大功率840马力。之后的T-90A、T-90S安装了V-92S2型12缸涡轮增压柴油发动机，是V-84的改进型，最大功率1,000马力。T-90坦克的动力传动装置是与T-72坦克类似的行星机械式传动装置，有2个侧变速箱、7个前进挡和1个倒挡，车体每侧有6个带橡胶轮缘的直径750毫米负重轮。T-90AM采用的是1130马力V-92S2F柴油发动机与电控机械自动变速箱。

## 各國坦克比較

### 俄烏戰爭
俄羅斯在2022年俄烏戰爭期間繳獲多台豹2A4、A5、A6，部份交由荣获“十月革命”勋章和“红旗”勋章的以装甲坦克兵元帅雅科夫·尼古拉耶维奇·费多连科命名的俄罗斯联邦国防部第38装甲坦克技术科学研究院（НИИБТ）拆解研究，公布的试验结果表明，T-90M在火力、探测能力和自动化程度上具有明显优势，主要得益于以下技术：
- 火力方面：T-90M坦克通过现代化火控系统，在夜间和复杂条件下，指挥官和炮手的目标探测和识别距离提升至3300米，有效射程超过豹2A5，而且T-90M配备了制导武器系统，可在5000米距离上打击目标。
- 彈藥方面：T-90M通过使用远程引信控制系统，扩大了杀伤面积和敌方人员杀伤数量，而豹2A5没有类似系统。
- 射速方面：T-90M的首次射击准备时间和射速更短、更快，得益于自动装弹机和目标跟踪自动化系统的应用。

## 主要型号

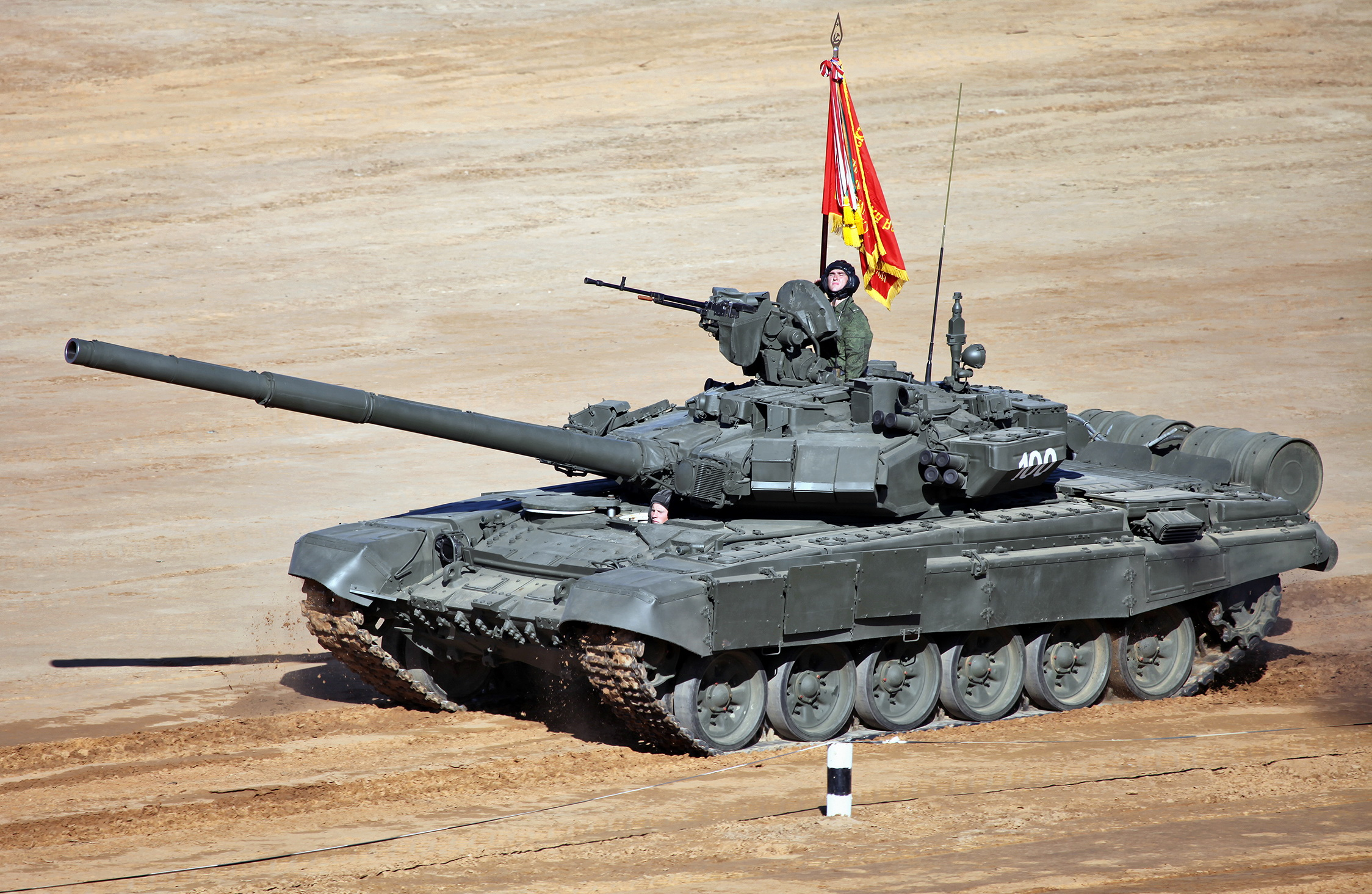
T-90A型

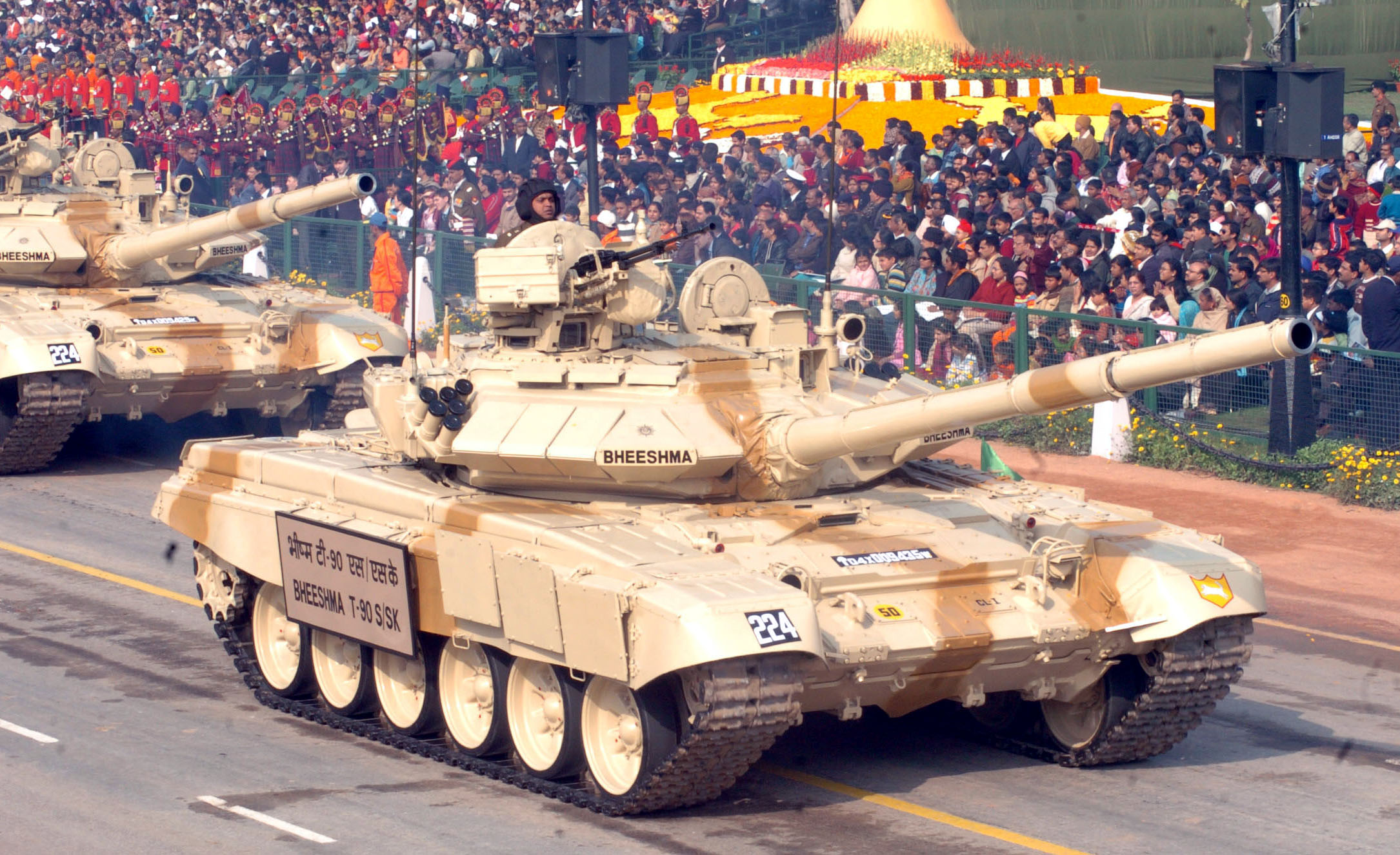
印度T-90S型

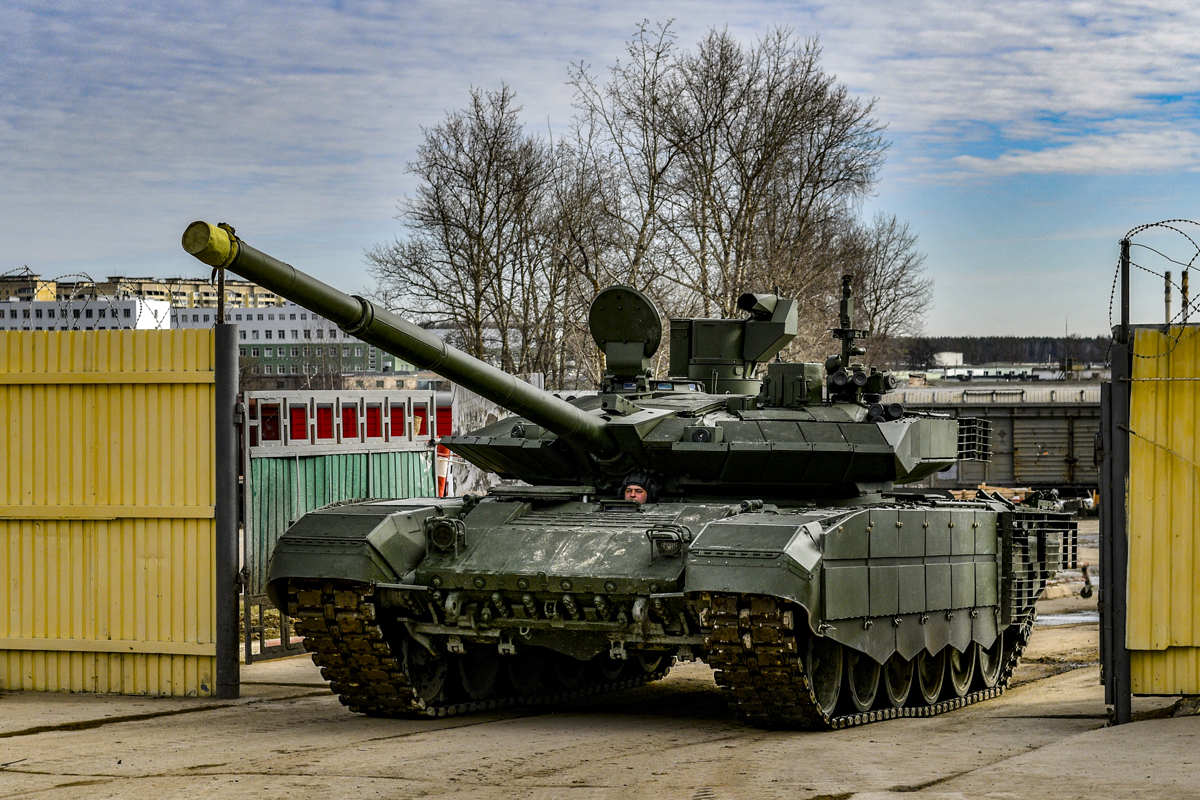
T-90M型

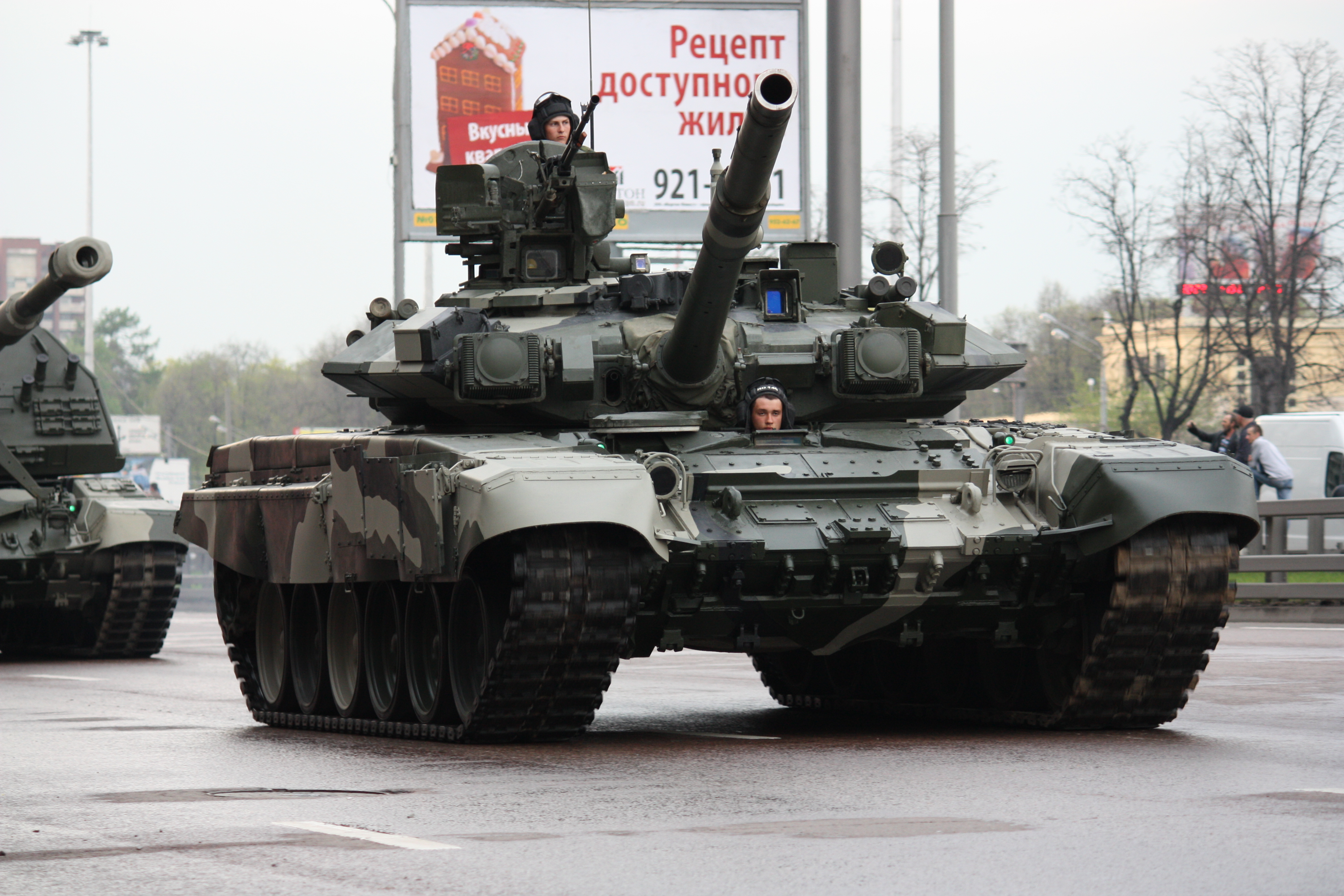
T-90S用户可选择不同的配置

- T-90─「188工程」量产型。以早期T-72B mod.1989（T-72BM）为原型。是与T-72类似的铸造炮塔。炮塔正面布置有“接触”-5爆炸反应装甲以及“窗帘”-1主动防御系统。1993年公开亮相。
- T-90K─T-90的指揮型。[4][5]加装了超短波无线电台、导航系统
- T-90E─T-90的對外出口型。
- T-90A─基于T-90基本型的改进，采用六边形焊接炮塔，换装2A46M-5主炮，於2005年進入俄軍服役，取代T-72和T-80成為俄羅斯陸軍的主力坦克。装备1,000马力V-92S2引擎和ESSA熱像儀，为纪念總設計師Vladimir Potkin 命名为“Vladimir”。[6]
- T-90S - T-90A的外銷版，一度被誤傳爲T-90C（俄文的西里尔字母с看起來像c）。S型都由乌拉尔机车车辆廠生產並升級车里雅宾斯克拖拉机厂開發的1,000馬力引擎。T-90S配置依据不同用户的选择有差别。
- T-90SK - T-90S的指揮型，有特殊無線電通讯设备和導航系統和遙控引爆炸彈的控制器[6][4][5]。
- T-90S "Bhishma" - 專為出口印度設計的外銷版。并直接在印度当地生产，印度将其命名为Bhishma（「Bhishma (毗濕摩)」是印度史詩中的一個人物）。印度版T-90没安装“窗帘”-1主動防禦系统，有些是早期非焊接炮塔的基本型出口版T-90E。2001年印度購買310輛T-90且支付了124輛的貨款直接购买，另186辆由俄方许可印度组装生产。印度偏好T-90是因為它直接由印度用的T-72主战坦克開發而成，訓練和後勤都簡化不少。印度還為了利用T-90對抗巴基斯坦1995－1997年間部署的烏克蘭製T-80U坦克，延後自製阿瓊戰車的研制与生产。印俄間的采購案最初估计超過7億5千萬美元，包含轉移生產技術和武器系統給印度。在俄羅斯和法國幫助下印度可以自行生產T-90S，印度因为俄制熱像儀在高溫沙漠使用有問題更换了法國產“凯瑟琳”热像仪[7]。2006年，印度政府核准25億美元預算在印度當地许可生產1,000輛以上T-90的计划[8]。2006年10月26日，印度与俄羅斯再簽署八億美元采購330輛T-90S[9]。
- T-90AM─代号「舰队」。基于T-90A大幅改进型，換裝1130马力V-92S2F柴油机，同时自动装弹机经改进以容纳弹芯更长的新一代脱壳穿甲弹（长度限制放宽至740毫米左右），并在炮塔后部新设计了尾舱，存放自动装弹机无法容纳的备份弹药。换装了新型的2A46M-5滑膛炮，炮长用“松树”-U热成像仪、车长用独立的配备光電热成像裝置、遥控機槍塔。新式结构更簡潔的砲塔附加裝甲模块，完整覆盖炮塔前半部与车首上半部、车体两侧的侧裙，前部镶嵌第三代“化石”爆炸反应装甲（俄语：Реликт (динамическая защита)），车身后部加装格栅式屏蔽。2011年公开展示，原计划作为新一代主战坦克而研发，但是根据俄国防部要求对缺陷进行改进完善，该型號最終沒有量產，由烏拉爾厂设计局將其進一步改良成T-90M。
- T-90MS - T-90AM的外销型。
- T-90M "Прорыв" ─（「188M工程」）以T-90AM為基礎繼續发展改进设计的新改型，配備“化石”爆炸反應裝甲、Afganit主動防禦系統、UDP T05BV-1遙控武器站和Sosna-U觀瞄設備、Kalina火控系統，带热成像通道车长周视镜。T-90M坦克与其他车辆还可以实时交换作战信息。主砲依型號分為配備2A46M-5型125毫米滑膛炮（同T-90AM）的Proryv-1、Proryv-2型，與配備2A82-1M（俄语：2А82）型125毫米滑膛炮的Proryv-3型（同T-14）。2019年起 Proryv-3完成国家试验，作為T-90M量產型替換早期的T-90A于2020年開始列裝俄軍，以便T-14“阿玛塔”坦克技术尚未成熟，在大批量列装前作为的过渡产品。俄軍選擇現役T-90A返厂升级至T-90M的規格。

### 衍生型
- MTU-90 - 架橋車 使用MLC50伸縮橋
- IMR-3 - 工兵車
- BMR-3 - 除雷車
- Prokhod-1 - 无人扫雷車
- BMPT - “终结者”火力支援战车 (Object 199)

## 图集

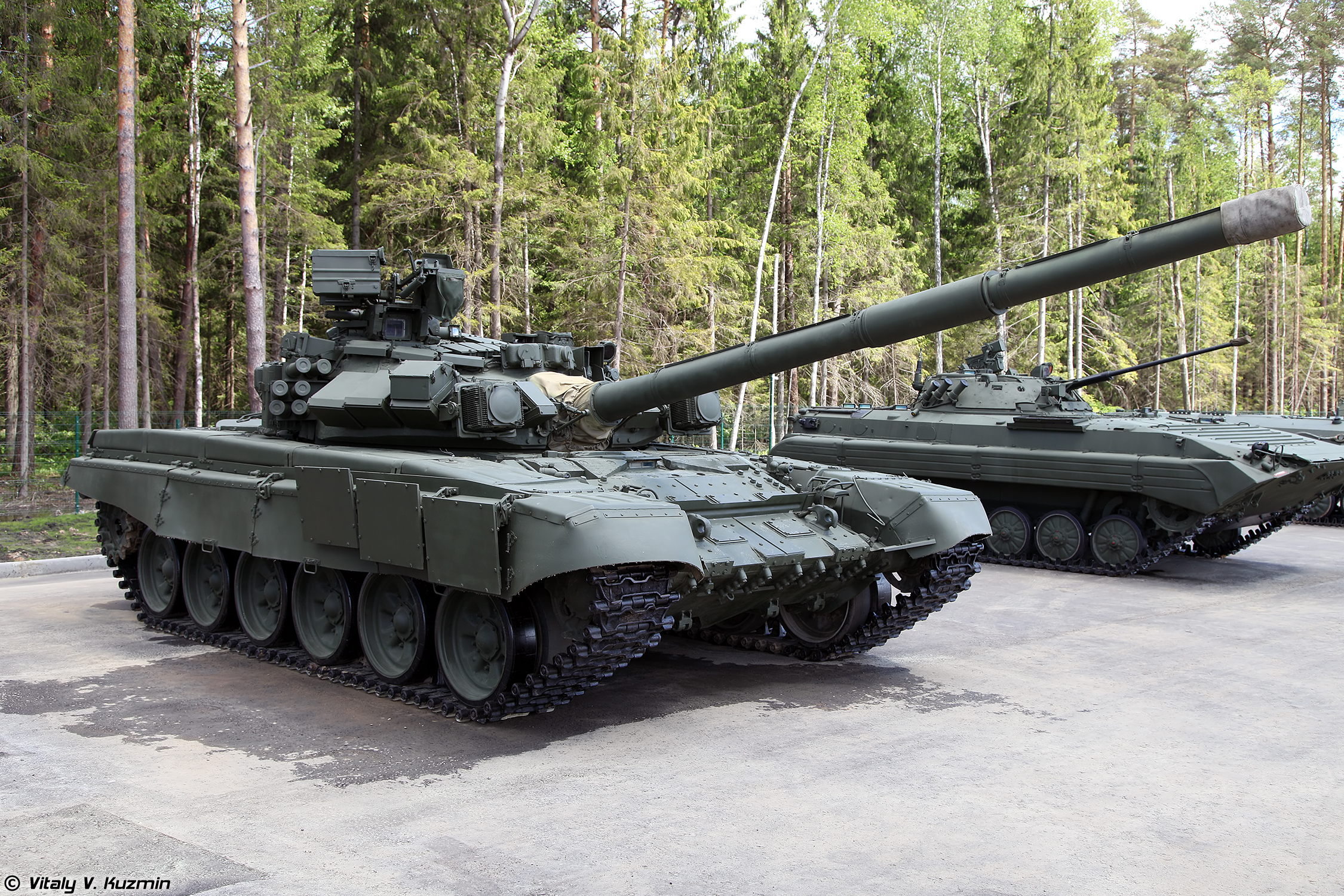
早期使用鑄造炮塔的T-90
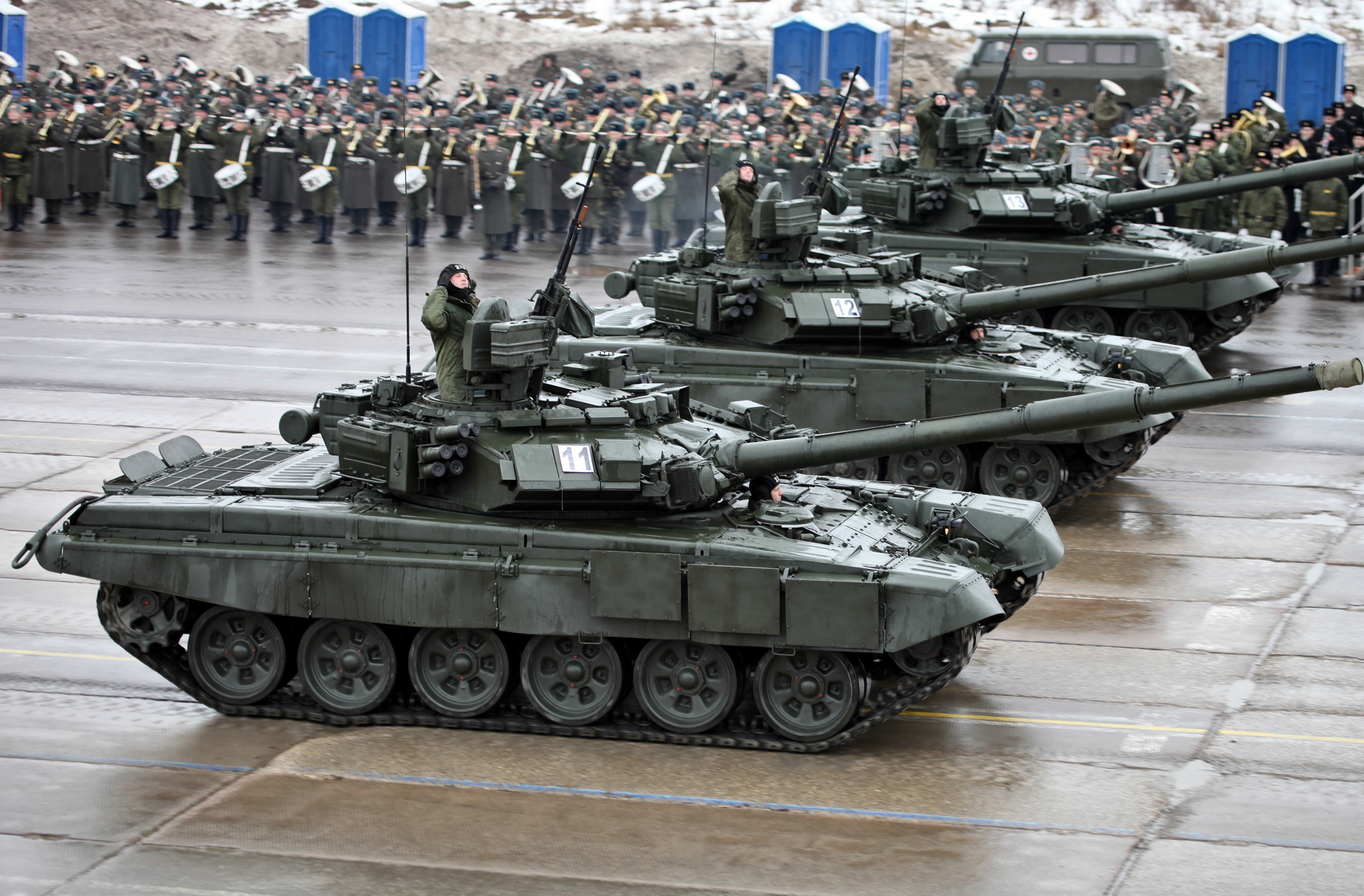
改用焊接炮塔的T-90A
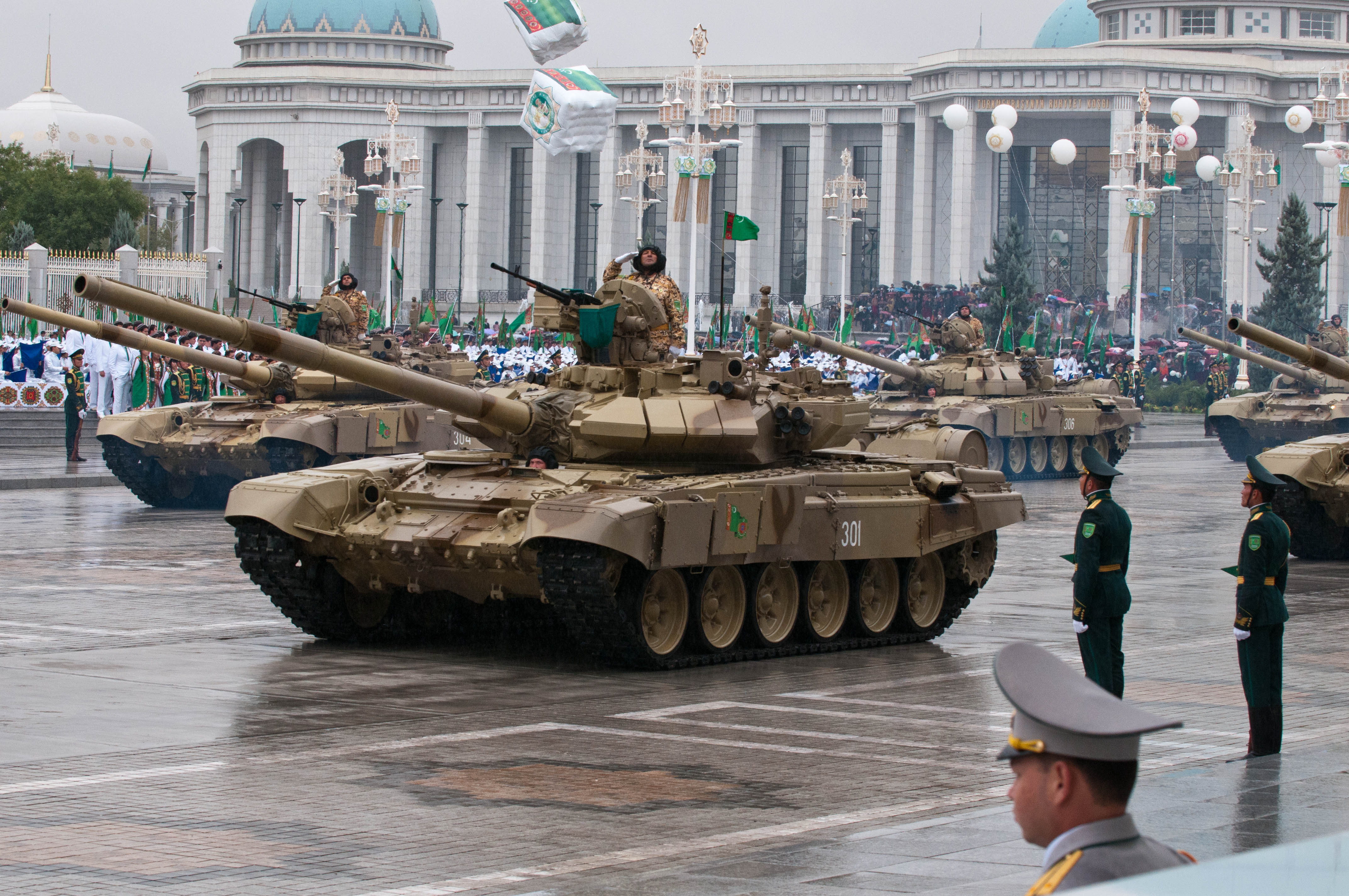
T-90S於土庫曼閱兵
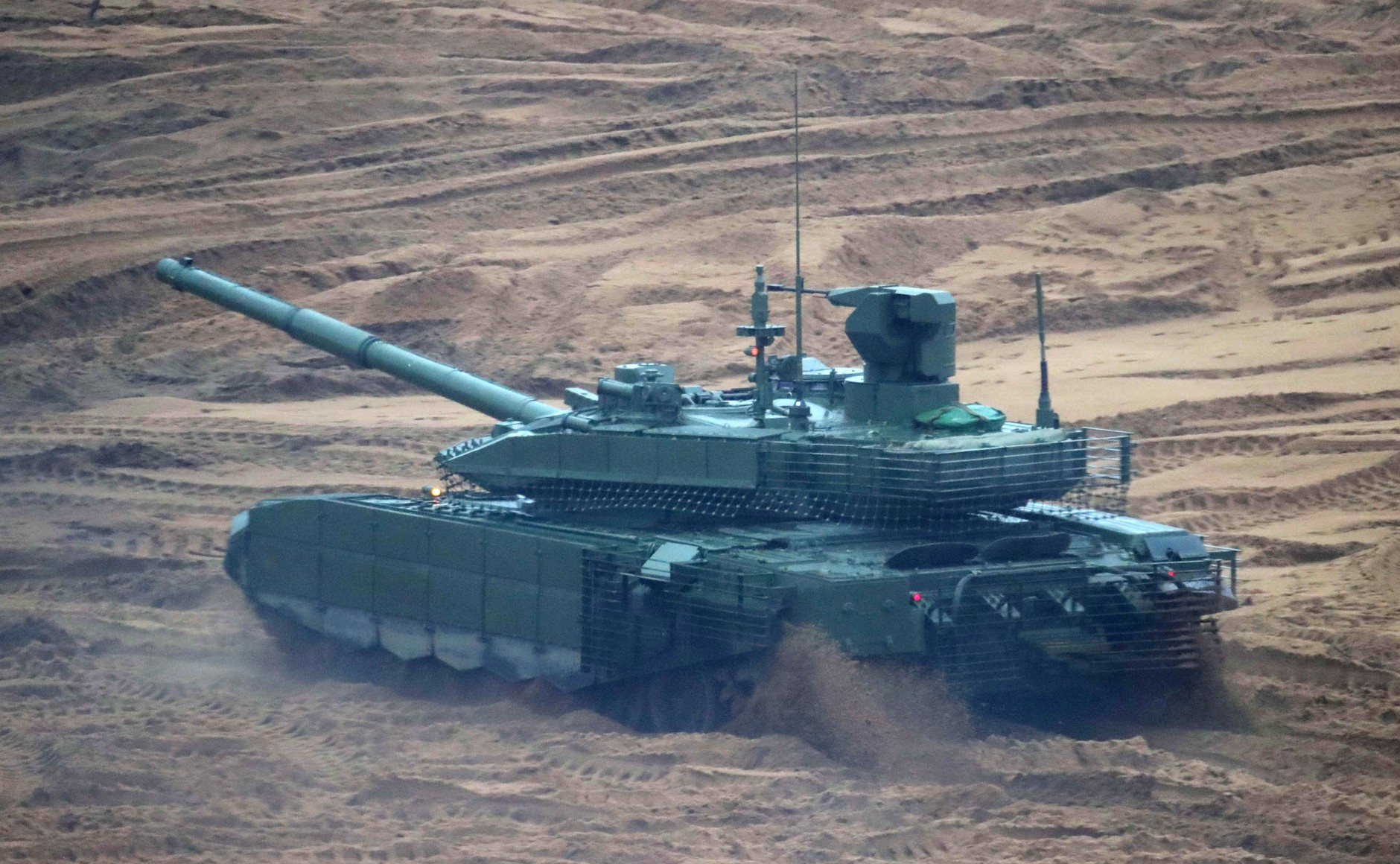
T-90系列主力戰車中最新型的T-90M

## 參與戰爭
- 達吉斯坦戰爭
- 敘利亞內戰
- 頓巴斯戰爭
- 2020年納戈爾諾-卡拉巴赫戰爭
- 2022年俄羅斯入侵烏克蘭

## 使用國

### 現役

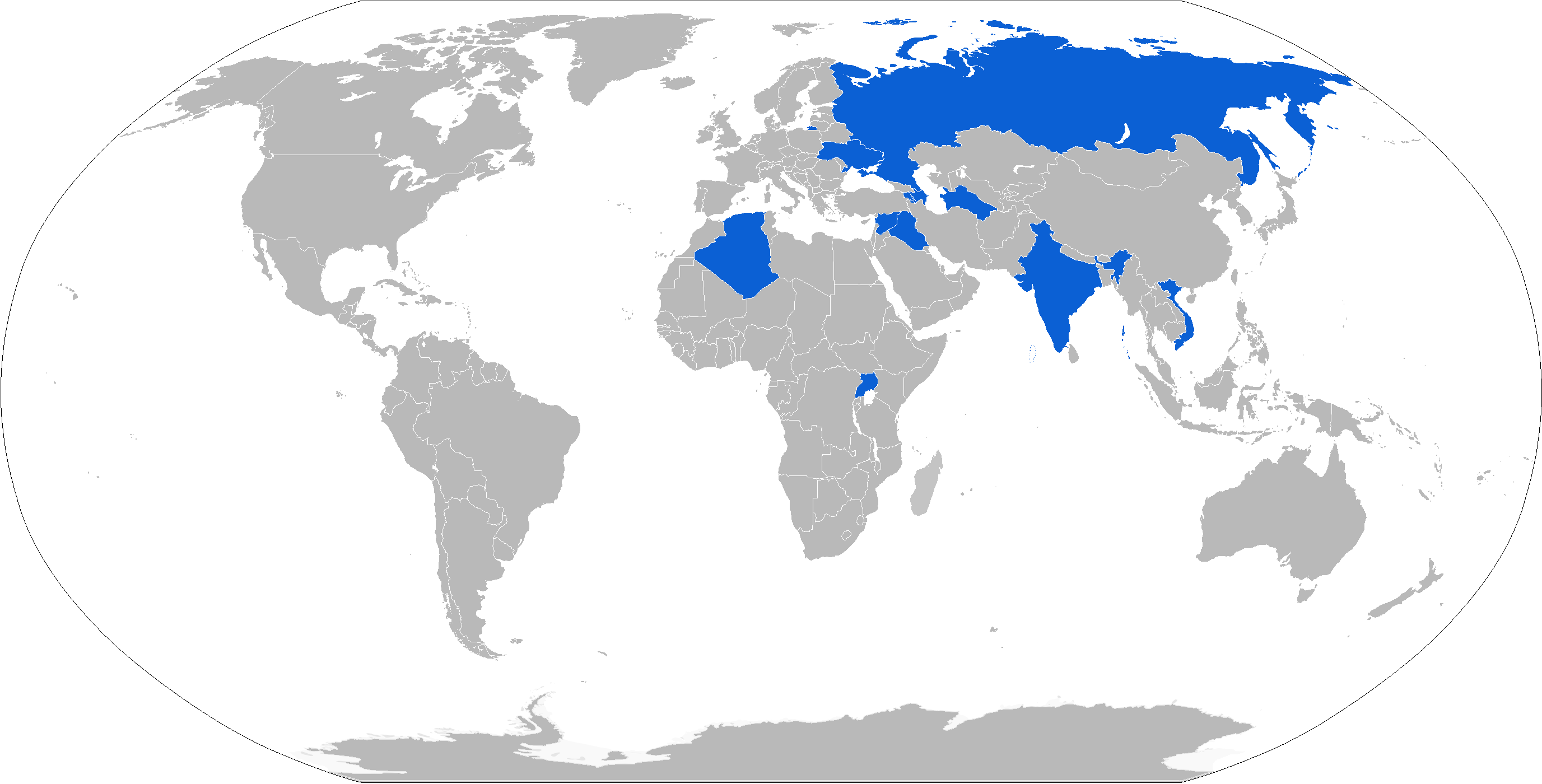
藍色部分為使用國

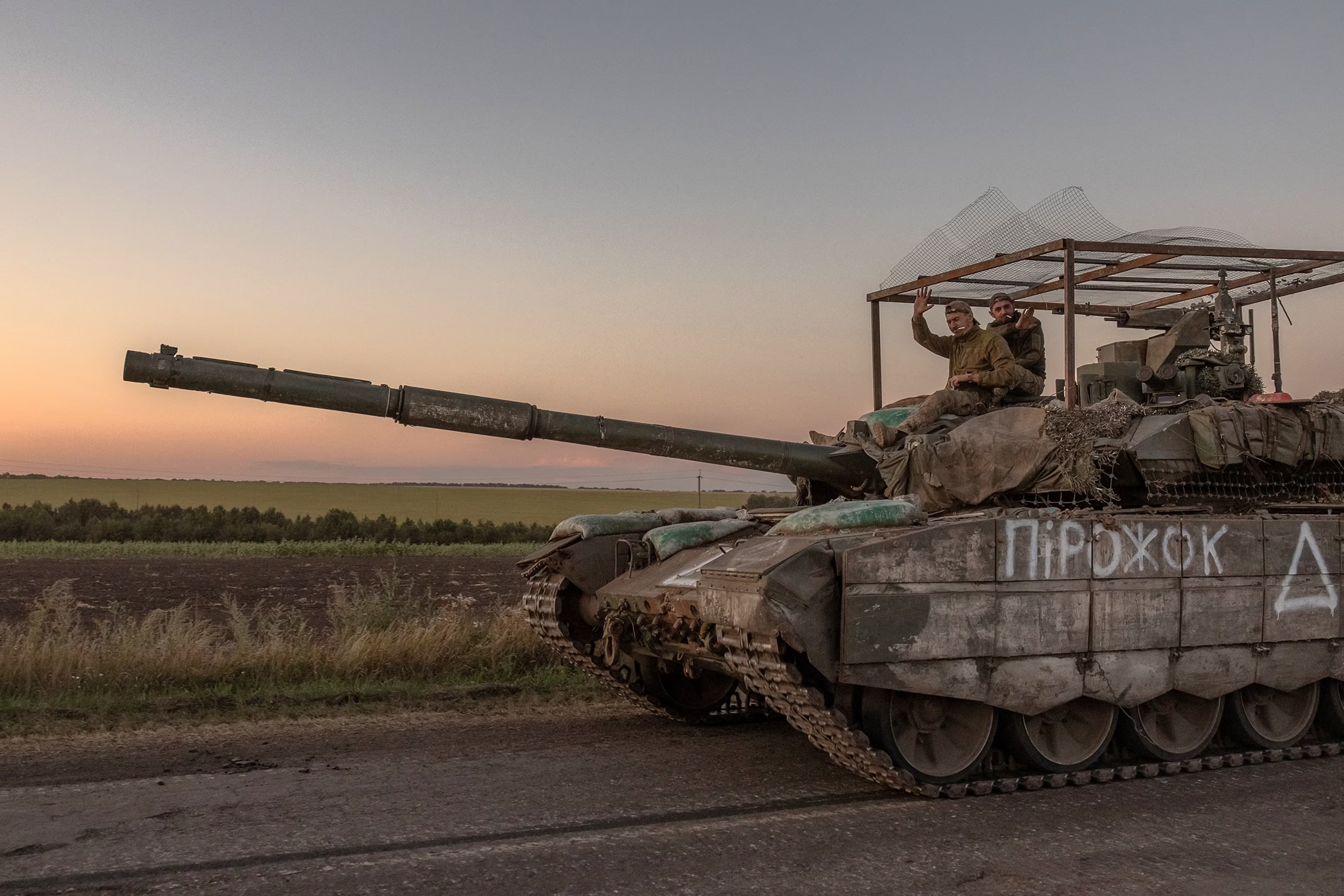
烏克蘭陸軍駕駛1輛繳獲自俄軍的Т-90М

- 俄羅斯 – 截至2022年，俄罗斯共装备了至少870辆T-90[10][11]。（於俄羅斯入侵烏克蘭期間至至少已損失三分之一到一半[12]）
- 阿尔及利亚 – 截至2020年報導推算一共拥有572輛T-90[13]。分三个批次从俄罗斯采购，第一批次的合同签署于2009年，有185辆。第二批次采购187辆，第三批次采购数量200辆。
- 亞美尼亞 - 參加坦克两项比賽獲勝的獎品，一輛T-90S[14]，另購買了至少10輛T-90S。
- - 200輛T-90S[15]
- 印度 – 預計购买、许可生产裝備1100輛以上T-90S。[16]
- 伊拉克 - 75辆T-90S。
- – 1輛T-90S，2001年購買。
- 叙利亚 - 俄國援助31辆T-90A[17]，41辆T-90。
- – 40輛T-90S。
- 乌干达 – 31輛於2011年訂購，数量總計44輛[18]
- 乌克兰 – 至少16辆，在俄乌战争中自俄军缴获，包含12輛T-90A、1輛T-90AK及3輛T-90M，[19]有部分經修復後在烏克蘭陸軍服役，最少有1輛被完整繳獲的俄軍T-90M用於研究檢測[20]，有1輛完整的T-90A被轉交美國。[21]
- 越南 - 64輛T-90S和T-90SK[22]

### 有意採購
- 科威特 - 2017年曾計劃購買146辆T-90MS，用來取代在1980年代購自南斯拉夫的M-84，但至今未簽約完成採購。
- 埃及 - 2020年曾與俄羅斯商討在埃及许可生产500辆T-90MS，但至今未落實計劃。

### 測試用途
- 美国 - 1輛由烏克蘭軍從俄軍完整繳獲的T-90A在2023年4月被送到美國作研究用途。[21]

## 其他
- 《戰地風雲3》和《戰地風雲4》中為俄羅斯軍隊主戰坦克。
- 騰訊電玩遊戲《逆战》中为突击者专用坦克。
- 蘋果iOS遊戲鋼鐵力量（Iron Force）中為級別4坦克，代號「天貓」。
- 《战地之王》当中作为坦克模式的中型坦克存在，奇怪的是采用了无人炮塔，且无人炮塔的坦克机枪不能使用。
- 《裝甲戰役》中於供應商Shishkin的俄國主力戰車線登場，有8階T-90和9階T-90MS，在平衡2.0之後再修改為7階T-90和8階T-90A以及9階T-90MS。
- 《戰爭雷霆》中在蘇/俄科技樹T-90A和T-90M分別作為10.7和12.0載具供玩家研發和使用，英系科技樹有中有分支載具T-90S「毗濕摩」（高級載具）。
- 在很多游戏中作为俄军主力坦克出现，比如 《幽灵行动4：未来战士》《決勝時刻：現代戰爭3》等等。
- 在2014年开战的頓巴斯戰爭中，烏克蘭東部T-90坦克的目擊報告開始出現。烏克蘭政府指控俄羅斯提供坦克等重武器給頓巴斯親俄武裝，但是俄方對這些指控都一直予以否認。